# 罗曼 (默尔特-摩泽尔省)
罗曼（法語：Romain，法語發音：[ʁɔmɛ̃] ⓘ）是法国默尔特-摩泽尔省的一个市镇，属于吕内维尔区。

## 地理
罗曼（48°30'58"N, 6°21'34"E）面积3.15 平方千米，位于法国大東部大區默尔特-摩泽尔省，该省份为法国东北部内陆省份，是洛林的一部分，北邻比利时、卢森堡，北起顺时针与摩泽尔省、下莱茵省、孚日省和默兹省接壤。
与罗曼接壤的市镇（或旧市镇、城区）包括：巴尔邦维尔、栋塔伊昂莱尔、欧松维尔、梅翁库尔。

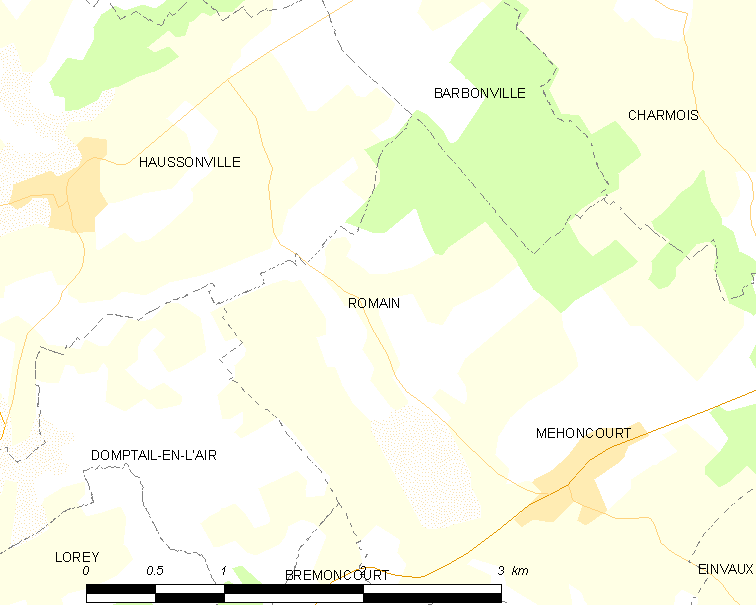
的OSM定位图

罗曼的时区为UTC+01:00、UTC+02:00（夏令时）。

## 行政
罗曼的邮政编码为54360，INSEE市镇编码为54461。

## 政治
罗曼所属的省级选区为吕内维尔第二县。

## 人口

1962-2008年间人口变化图示

罗曼于2022年1月1日时的人口数量为69人。